# Louis Schmeisser
Louis Schmeisser (5. února 1848, Zöllnitz u Jeny - 23. března 1917, Suhl) byl německý konstruktér zbraní.
Pracoval pro zbrojovku Theodor Bergmann Waffenfabrik, kde se podílel např. na vývoji jednoho z prvních samopalů na světě – Bergmann MP 18/I.
V letech 1905–1906 zkonstruoval úspěšnou a oblíbenou samonabíjecí pistoli Dreyse 1907. Mezi jeho konstrukce patří i vzduchovka na 6 či 8 nábojů, jejíž mechanizmus je napínán klikou, podobně jako u armádních opakovacích pušek.
Jeden z jeho synů, Hugo Schmeisser, se také stal zbraňovým konstruktérem, byl autorem útočné pušky Sturmgewehr StG 44.